# Oxford High School (Michigan)
Pour les articles homonymes, voir Oxford High School.
 (décembre 2021).
La mise en forme du texte ne suit pas les recommandations de Wikipédia : il faut le « wikifier ».
Les points d'amélioration suivants sont les cas les plus fréquents. Le détail des points à revoir est peut-être précisé sur la page de discussion.
- Les titres sont pré-formatés par le logiciel. Ils ne sont ni en capitales, ni en gras.
- Le texte ne doit pas être écrit en capitales (les noms de famille non plus), ni en gras, ni en italique, ni en « petit »…
- Le gras n'est utilisé que pour surligner le titre de l'article dans l'introduction, une seule fois.
- L'italique est rarement utilisé : mots en langue étrangère, titres d'œuvres, noms de bateaux, etc.
- Les citations ne sont pas en italique mais en corps de texte normal. Elles sont entourées par des guillemets français : « et ».
- Les listes à puces sont à éviter, des paragraphes rédigés étant largement préférés. Les tableaux sont à réserver à la présentation de données structurées (résultats, etc.).
- Les appels de note de bas de page (petits chiffres en exposant, introduits par l'outil «  Source ») sont à placer entre la fin de phrase et le point final[comme ça].
- Les liens internes (vers d'autres articles de Wikipédia) sont à choisir avec parcimonie. Créez des liens vers des articles approfondissant le sujet. Les termes génériques sans rapport avec le sujet sont à éviter, ainsi que les répétitions de liens vers un même terme.
- Les liens externes sont à placer uniquement dans une section « Liens externes », à la fin de l'article. Ces liens sont à choisir avec parcimonie suivant les règles définies. Si un lien sert de source à l'article, son insertion dans le texte est à faire par les notes de bas de page.
- La présentation des références doit suivre les conventions bibliographiques. Il est recommandé d'utiliser les modèles {{Ouvrage}}, {{Chapitre}}, {{Article}}, {{Lien web}} et/ou {{Bibliographie}}. Le mode d'édition visuel peut mettre en forme automatiquement les références.
- Insérer une infobox (cadre d'informations à droite) n'est pas obligatoire pour parachever la mise en page.

Pour une aide détaillée, merci de consulter Aide:Wikification.
Si vous pensez que ces points ont été résolus, vous pouvez retirer ce bandeau et améliorer la mise en forme d'un autre article.

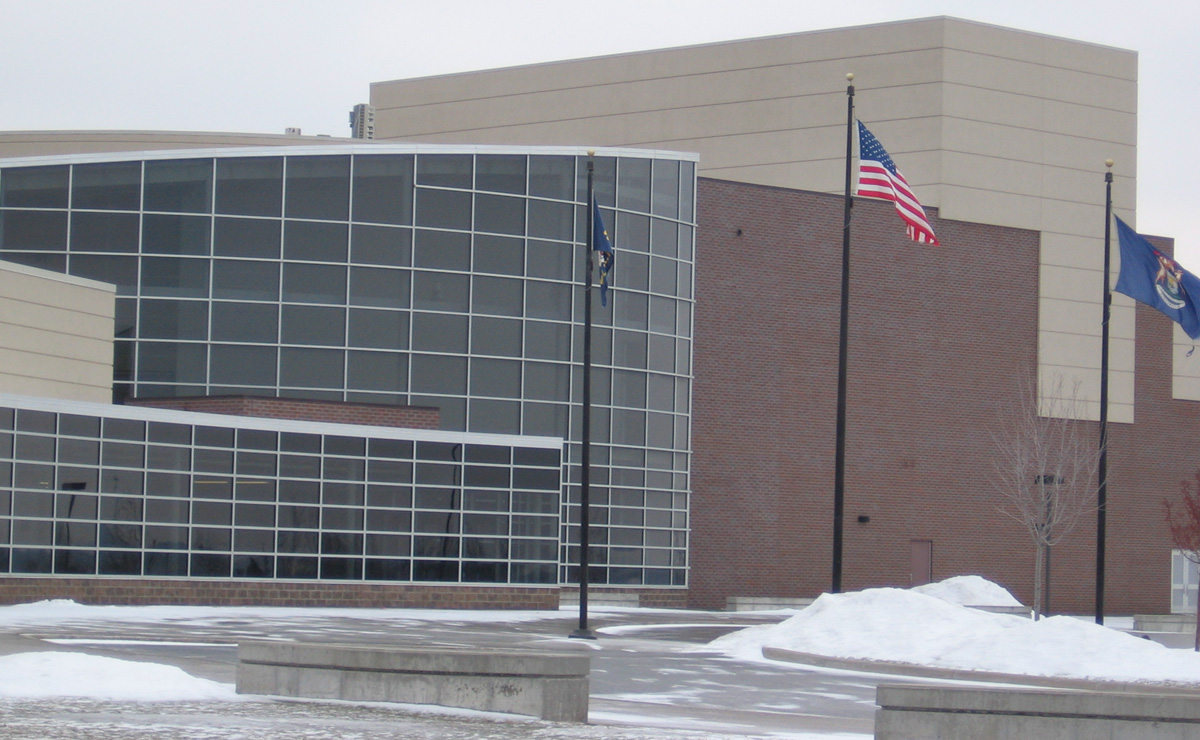
Entrée du lycée.

L'Oxford High School, ou Lycée d'Oxford, en français, est un établissement public pour le secondaire situé dans le comté d'Oakland, et le township d'Oxford dans le Michigan, aux États-Unis. Il est administré par le district scolaire communautaire d'Oxford. L'école dessert une zone du village d'Oxford et du township d'Oxford, ainsi que des parties des comtés d'Orion, Dryden, Metamora et Addison.

## Histoire
Le site actuel, auparavant un campus de collège, a ouvert ses portes en 2004. Une fois les rénovations terminées, le collège et le lycée ont échangé leurs bâtiments, le collège étant désormais situé dans l'ancien bâtiment du lycée sur Lakeville Road.[réf. nécessaire]
Depuis 2004, le lycée a ajouté plus de 500 élèves à ses effectifs.

### Fusillade de 2021
Le 30 novembre 2021, une fusillade de masse a eu lieu à l'école. Quatre lycéens ont été tués et sept autres personnes ont été blessées. Le tireur est un élève de deuxième année de 15 ans nommé Ethan Crumbley, qui a été arrêté sur les lieux le même jour. Crumbley, qui est accusé en tant qu'adulte, fait face à la fois à des accusations de meurtre et de terrorisme. Les parents de Crumbley ont rencontré le personnel de l'école au sujet de son comportement trois heures seulement avant la fusillade. Le téléphone portable de Crumbley contenait une vidéo sur les plans de la fusillade qu'il avait faits la veille même de la fusillade. Il a été interpellé le 1er décembre 2021 pour des chefs d'accusation de terrorisme et quatre chefs de meurtre avec préméditation.

## Éducation
L'Oxford High School est une école du monde du Baccalauréat International autorisée pour le Programme du Diplôme.

## Athlétisme
L'Oxford High School propose 24 sports universitaires différents. Les équipes participent à l'Oakland Activities Association, une conférence sportive des lycées dont les écoles membres ont des inscriptions similaires et sont toutes situées dans la région du comté d'Oakland. La désignation de classe à l'échelle de l'État (basée sur l'inscription) est « Division 1 » ou « Classe A ».
La mascotte principale de l'école est le chat sauvage. Le lycée et le collège ont tous deux des équipes appelées « Oxford Wildcats ». Le principal rival d'Oxford est le lac Orion, situé directement dans le canton au sud et relié par la M-24 . En football américain, les deux équipes s'affrontent pour le trophée de la rivalité « Double-O » (Oxford/Orion). Ils avaient participé à des compétitions annuelles d'au moins 1950 jusqu'en 1983, date à laquelle Oxford a rejoint la Flint Metro League (FML). Pendant le jeu FML, les principaux rivaux d'Oxford étaient Lapeer East High School et Lapeer West High School, situés à Lapeer à environ 15 miles (soit 24 kilomètres) au nord d'Oxford sur la M-24.
Avant l'année 2010-2011, l'Oxford High School est passée de la FML, où elle était membre depuis 1983, à l'Oakland Activities Association. Les raisons du déménagement comprenaient des considérations démographiques et géographiques. L'étalement urbain dans la région métropolitaine de Detroit fil des ans avait amené Oxford de la frange rurale-urbaine et plus proche de la grande région de Detroit comme une grande partie de l'OAA, plutôt que la région de Flint. À la suite de cette décision, la rivalité sportive avec le lac Orion a repris après vingt-sept ans.
Oxford a remporté les championnats d'État d'athlétisme masculin (1991 classe B), de football (1992 classe BB) et de lutte (2011 classe A).
Oxford a remporté plusieurs championnats d'État avec son équipe équestre, en 1980 (division B), 2008 (division C), 2012 (division A), 2016 (division B) et 2017 (division A),.
En 2011, Oxford Athletics a installé du gazon artificiel pour le stade de football pour un coût de 400 000 $ (soit un peu plus de 350 000 €), qui devait être financé par des dons privés. Initialement, le gazon devait être payé avec des obligations publiques, mais le millage n'a pas réussi à faire passer les électeurs. L'AstroTurf a fait la une des journaux lorsqu'il a été révélé que plusieurs boosters d'athlétisme avaient mis leurs maisons personnelles en garantie pour l'achat du terrain. Lorsque les efforts de collecte de fonds initiaux ont échoué, les boosters se sont retrouvés avec un solde de 300 000 $ (364 000 €) et risquaient de faire défaut. Un accord a été conclu entre les boosters et AstroTurf qui a permis une période de récupération prolongée. Le gazon a également fait la une des journaux lorsque l'Université d'État de Boise a informé Oxford qu'elle détenait une marque déposée sur le terme "Blue Turf" pour son terrain au stade Albertsons. Par conséquent, Oxford ne pouvait pas continuer à appeler son domaine « Blue Turf » mais pouvait utiliser les termes « Navy Turf, Oxford Blue Turf » ou « True Blue Turf ».

## Anciens élèves notables
- Jim Bates, 1964, ancien entraîneur professionnel de football américain[20],
- Eric Ghiaciuc, 2000, ancien joueur professionnel de football américain,
- Mike Lantry, 1966, ancien kicker de football américain de l'Université du Michigan[21],
- Zach Line, 2008, ancien joueur professionnel de football américain
- Dave Rayner, 2001, ancien joueur de football américain professionnel.